# محمود خليل العظم
محمود بن خليل بن أحمد العظم (1836 - 7 سبتمبر 1873) شاعر ومتصوف سوري. ولد في دمشق ونشأ في عائلة عالية وأضاغ ثروته ومال إلى التصوف. كان ولوعًا بالصناعات اليدوية. له ديوان شعر ورسائل الأشواق في وسائل العشاق في ثلاثة أجزاء والروض الزاهر والبحر الزاخر. ابنه هو رفيق العظم.

## سيرته
ولد محمود بن خليل بن أحمد بن عبد الله باشا العظم سنة 1836 م/ 1252 هـ في دمشق ونشأ بها في عائلة عالية معروفة وهم آل العظم. درس على علماء عصره في دمشق ولازمهم، منهم حامد العطار ومحمد الفاسي الشاذلي.

وصفه إبراهيم الجندي في تحفة الزمن بترتيب تراجم أعلام الأدب والفن:
توفي في 15 رجب 1290 هـ / 7 سبتمبر 1873، بدمشق ودفن في تربة أسلافه، وأعقب ولدين هما: رفيق العظم، وعثمان العظم.

## مؤلفاته
وله عدة دواوين شعرية جامعة بين المنظوم والمنثور والمخمسات والرسائل البليغة وأنواع الموشحات والمقاطيع الجميلة، وكان له معرفة تامة في علم الموسيقى. من كتبه:
- ديوان شعر، خطّه أحمد زكيّة، في 1867
- رسائل الأشواق في وسائل العشاق، في ثلاثة أجزاء في الأدب
- الروض الزاهر والبحر الزاخر، في التصوف

وله شرح على مناجاة الشيخ عبد الغني النابلسي.